# Adelocephala
Adelocephala is een geslacht van vlinders van de familie nachtpauwogen (Saturniidae), uit de onderfamilie Ceratocampinae.

## Soorten
- A. bellardi Schaus, 1928
- A. cadmus Boisduval, 1854
- A. eolus Bouvier, 1927
- A. hodeva Druce, 1904
- A. intensiva Draudt, 1930
- A. intermedia Rothschild, 1907
- A. jucundoides Bouvier, 1924
- A. purpurascens Schaus, 1905
- A. verana Schaus, 1900